# Beckedorf
Beckedorf er en by og kommune i det nordvestlige Tyskland med godt 1.400 indbyggere (2013)[kilde mangler], beliggende i den østlige del af Samtgemeinde Lindhorst i den nordlige del af Landkreis Schaumburg. Denne landkreis ligger i delstaten Niedersachsen.

## Geografi
Beckedorf er beliggende ved nordenden af Bückeberg, ved Bundesstraße 65 mellem Stadthagen og Bad Nenndorf. I nordenden af kommunen krydses den af jernbanen mellem Hannover og Ruhrområdet.

### Nabokommuner
Beckedorf grænser (med uret fra nordøst) op til byerne Bad Nenndorf og Rodenberg, kommunen Apelern, byen Stadthagen samt kommunerne Heuerßen og Lindhorst.